# ميثاق غلاسكو للمناخ
ميثاق غلاسكو للمناخ (بالانجليزية: Glasgow Climate Pact) هو اتفاق تُوصل إليه في مؤتمر الأمم المتحدة للتغير المناخي عام 2021 (COP26). ويعد هذا الميثاق أول اتفاقية مناخية مخططة بوضوح ومستمرة من أجل تقليل استخدام الفحم. وفي مرحلة متأخرة من المفاوضات، تغير الاتفاق من التخلص التدريجي للفحم إلى التخفيض التدريجي بالنسبة للفحم في الهند والفحم في الصين والدول الأخرى المعتمدة عى الفحم.

## التطور
تتضمن العناصر الرئيسة للميثاق:
- اتفاقية لإعادة مراجعة خطط خفض الانبعاثات في عام 2022 من أجل الحفاظ على هدف اتفاق باريس للمناخ البالغ 1.5 درجة مئوية قابلاً للتحقيق.
- الإدراج الأول للالتزام بالحد ("التقليل التدريجي") من استخدام الفحم دون انقطاع (تشير هذه الصياغة ضمنيًا استخدام الفحم مع "التخفيف" (صافي الانبعاثات الصفرية)، على سبيل المثال عن طريق تحييد ثاني أكسيد الكربون الناتج عن طريق عملية تحجر ثاني اكسيد الكربون بدون تقليل. ومع ذلك، فإن التقاط وتخزين ثنائي أكسيد الكربون مكلف للغاية بالنسبة لمعظم محطات الطاقة التي تعمل بالفحم).[5]
- التزام بتمويل المناخ للبلدان النامية.[2]

## التعهدات
تجاوز عدد البلدان التي تعهدت بالوصول إلى صافي انبعاثات صفرية 140 دولة. ويشمل هذا الهدف 90٪ من انبعاثات غازات الاحتباس الحراري العالمية الحالية. إذ تعهدت أكثر من 100 دولة، بما في ذلك البرازيل، بعكس اتجاه إزالة الغابات بحلول عام 2030، وتعهدت أكثر من 40 دولة بالابتعاد عن استخدام الفحم، كما وعدت الهند بأن تكون نصف احتياجاتها من الطاقة من مصادر طاقة متجددة بحلول عام 2030. فيما التزمت حكومات 24 دولة متقدمة ومجموعة من كبرى شركات تصنيع السيارات بما في ذلك جنرال موتورز وفورد وفولفو وبي واي دي أوتو وجاكوار لاند روفر ومرسيدس بنز "بالعمل من أجل أن تكون جميع مبيعات السيارات والشاحنات الصغيرة خالية من الانبعاثات على مستوى العالم بحلول عام 2040، و في موعد أقصاه 2035 في الأسواق الرائدة". لم تتعهد الدول الكبرى المصنعة للسيارات مثل الولايات المتحدة وألمانيا والصين واليابان وكوريا الجنوبية، وكذلك فولكس فاجن وتويوتا وبيجو وهوندا ونيسان وهيونداي.

## ردود الفعل
صرحت منسقة المناخ في الأمم المتحدة باتريشيا إسبينوزا أنها لم تكن راضية عن تغيير اللغة في اللحظة الأخيرة الذي أكده أعضاء الطرفين الهندي والصيني، لكنها قالت: "لم يكن أي اتفاق أسوأ نتيجة ممكنة هناك. لا أحد فائز"، مشيرة إلى أنها كانت راضية عن الاتفاق بشكل عام. وقالت إسبينوزا: "كنا نفضل بيانًا واضحًا للغاية بشأن التخلص التدريجي من الفحم و (إلغاء) دعم الوقود الأحفوري"، لكنها أوضحت أنها تتفهم احتياجات الهند.